# Lignan-sur-Orb
Lignan-sur-Orb är en kommun i departementet Hérault i regionen Occitanien i södra Frankrike. Kommunen ligger i kantonen Béziers 3e Canton som tillhör arrondissementet Béziers. År 2022 hade Lignan-sur-Orb 3 227 invånare.

## Befolkningsutveckling
Antalet invånare i kommunen Lignan-sur-Orb
Referens:INSEE